# رافائل میناسکانیان
رافائل میناسکانیان (زادهٔ ۱۹ دسامبر ۱۹۴۱) نوازنده و مدرس پیانو ارمنی-ایرانی است. او نخستین هنرمندی است که رسیتال پیانو کلاسیکش از تلویزیون ملی ایران پخش شده است.

## زندگی‌نامه
رافائل میناسکانیان ۱۹ دسامبر ۱۹۴۱ (۲۸ آذر ۱۳۲۰) در تهران از والدین دوستدار موسیقی متولد شد. مادرش پیانو و پدرش ویلن می‌نواخت. او تحصیلات موسیقی خود را در شش سالگی آغاز کرد. نخستین معلم پیانوی وی «خانم حق‌نظریان» بود و پس از آن به شاگردی امانوئل ملیک اصلانیان درآمد. رافائل میناسکانیان در ده سالگی نخستین اجرای انفرادی خود را در تلویزیون ملی ایران که تازه تأسیس شده بود، برگزار کرد. او تحصیلات ابتدایی را در مدرسه خصوصی فرانسوی و دورهٔ متوسطه را در دبیرستان فیروز بهرام سپری کرد و پس از دریافت دیپلم برای تحصیل در رشتهٔ پزشکی به آمریکا مهاجرت کرد، اما پس از دو سال با راهنمایی و تشویق «آب زِرکو»، معلم پیانو و مدیر گروه نوازنده‌گی پیانو در دانشگاه کالیفرنیا در لس آنجلس (UCLA)، تحصیلات عالی موسیقی را آغاز کرد. وی سپس به مدرسه هنرهای نمایشی جولیارد نیویورک وارد شد. رافائل میناسکانیان پس از چند سال تحصیل و اقامت در آمریکا، در سال ۱۹۶۰ میلادی به انگستان رفت و سفرهای بسیاری نیز به ایتالیا انجام داد اما با وقوع انقلاب ۱۳۵۷ به ایران بازگشت. از جمله استادان او می‌توان به نام‌هایی نظیر «کارل اولریش اِشنابِل» پیانیست اتریشی که میناسکانیان در ایتالیا از آموزش‌های او بهره برد و «ایلُنا کابُش» پیانیست بریتانیایی زادهٔ مجارستان، که در مدرسه جولیارد به وی آموزش داد، اشاره کرد.
نخستین اجرای رافائل میناسکانیان در لندن، در سالن پرسل تالار فستیوال سلطنتی بود که ستایشِ منتقدان را به همراه داشت. اِریک وار، منتقدِ سرشناس، او را «آینده‌دار» و توانایی هنری و تکنیکی‌اش را پخته، پرشور، درخشان و بسیار تمیز برشمرد. پس از بازگشتِ میناسکانیان به ایران، با پیشنهادِ آرنو باباجانیان آهنگساز و پیانیست ارمنی، در اجرای یکی از آثارش با عنوان راپسودیِ ارمنی برایِ دو پیانو در دانشگاه تهران با او همکاری کرد. پس از آن به آموزش پیانو پرداخت. او جدا از آموزش، اجراهای بسیاری را به عنوان تکنواز یا به همراه ارکسترهای مختلف در ایران، کشورهای اروپایی، و آمریکا به روی صحنه برده است.
رافائل میناسکانیان علاوه بر موسیقی، به فعالیت‌های اجتماعی نیز پرداخته و برنامه‌های مختلفی را با اهداف بشردوستانه و آموزشی به اجرا گذاشته است. در سال ۱۳۹۸، مدرک درجه یک هنری به او اهدا شد. همچنین در ۳۱ خرداد ۱۴۰۳، نکوداشتِ رافائل میناسکانیان در هفتمین سال‌نوای موسیقی ایران برگزار و تندیس و لوحِ سال‌نوا به او اهدا شد.

## فعالیت‌های هنری
از جمله فعالیت‌های هنری رافائل میناسکانیان می‌توان به موارد زیر اشاره کرد:
تدریس در دانشگاه آزاد از سال ۱۳۷۲، تدریس در دانشگاه تهران، تدریس در دانشگاه هنر تهران، رئیس هیئت داوران در آزمون‌های ورودی دانشگاه، رِسیتالِ پیانو به یاد اِمانوئل مِلیک‌اصلانیان و به سودِ بیماران خاص، سولیست پیانو در جشنِ زادروز آرام خاچاتوریان آهنگساز سرشناس ارمنی، همکاری با ارکستر زهیِ ارمنستان در چندین رویداد موسیقی، کنسرت «شب بتهوون» به همراه «ارکسترِ پارسیان» ۱۳۹۲، کنسرت در تالار وحدت تهران ۱۳۹۳، اجرای تکنوازی در تالار حافظ شیراز ۱۳۹۵، رسیتال پیانو در جشنواره موسیقی فجر، اجرا به همراه گروه کُر شهر تهران ۱۳۹۸، اجرا به همراه «گُتلیب والیش» پیانیست سرشناس اتریشی در جشنواره بین‌المللی موسیقی شیراز، عضویت در هیئت داوران جشنواره موسیقی جوان، عضویت در هیئت داوران جشنواره موسیقی فجر، عضویت در هیئت داوران جشنواره موسیقی دانشجویی صبا، عضویت در هیئت داوران جایزه پیانو باربد